# 渤海海峡
| 渤海海峡地圖 | 项目                 | 内容 |
| ------------ | -------------------- | ---- |
|              |                      |      |
| 国家         | 中华人民共和国       |      |
| 海洋         | 黄海、渤海、西朝鲜湾 |      |
| 平均深度     | 20-30米              |      |
| 最大深度     | 86米                 |      |
| 连接陆地     | 山东半岛、辽东半岛   |      |
| 海域管辖     | 山东省、辽宁省       |      |
| 沟通海域     | 渤海、黄海           |      |
| 成因         | 地壳运动，海水浸没   |      |
| 走向         | 东西方向             |      |
| 沿岸城市     | 大连市、烟台市       |      |
| 岛屿         | 庙岛列岛（长山列岛） |      |
| 宽度         | 90公里               |      |

渤海海峡位于辽东半岛和山东半岛之间，海峡宽约90公里，向东连接黄海，向西连接渤海，是中华人民共和国环渤海地区海运交通的唯一海上通道。 渤海海峡亦是中国郯城—营口地震带的组成部分，地震活动频繁。目前中华人民共和国已开始论证渤海海峡跨海通道工程计划。
由于海峡南部是星罗棋布的内长山列岛，各岛之间距离较近；而海峡北部的老铁山水道宽度为22海里，所以中华人民共和国政府宣布渤海海峡完全为其领土，从而渤海成为中国的内水。

## 地理

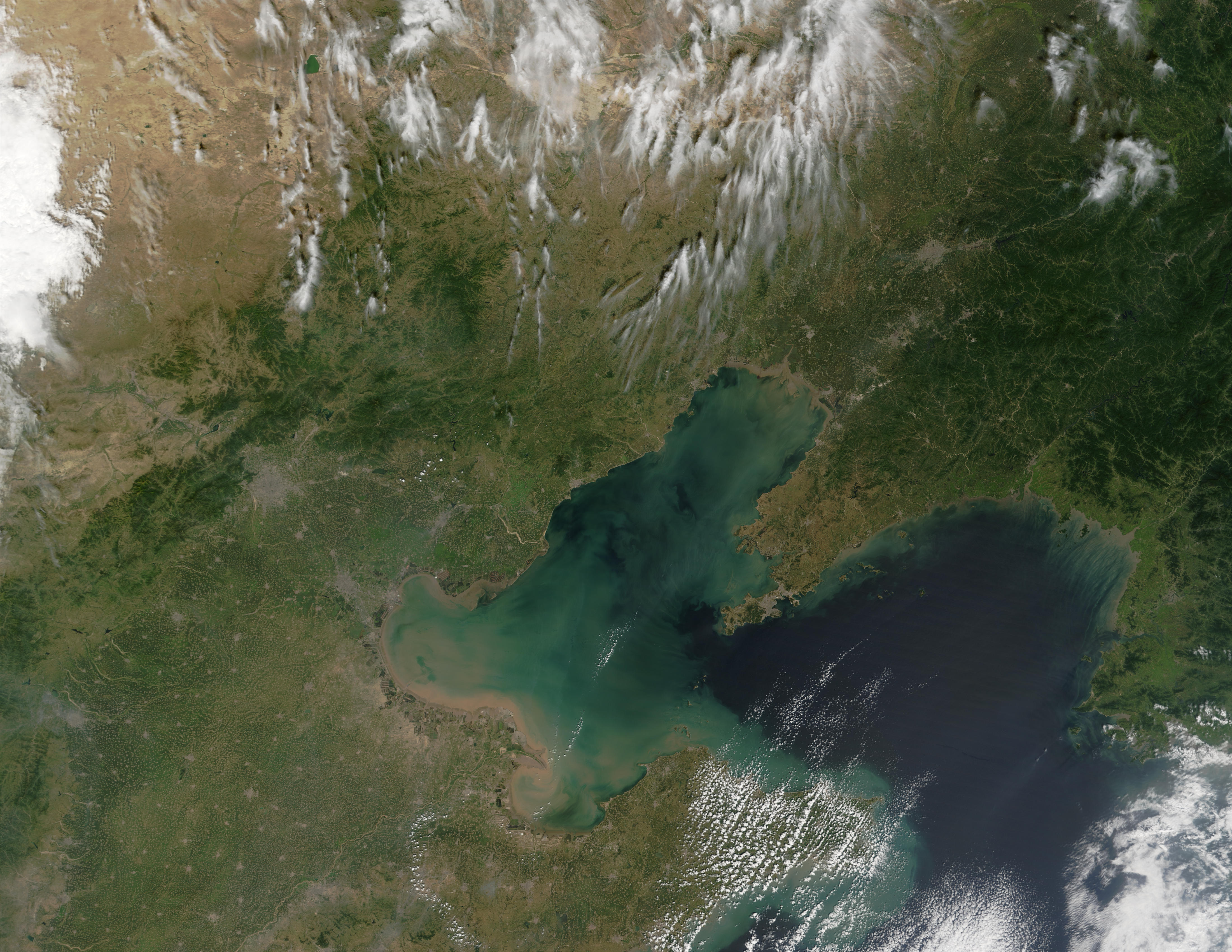
渤海海峡卫星照片

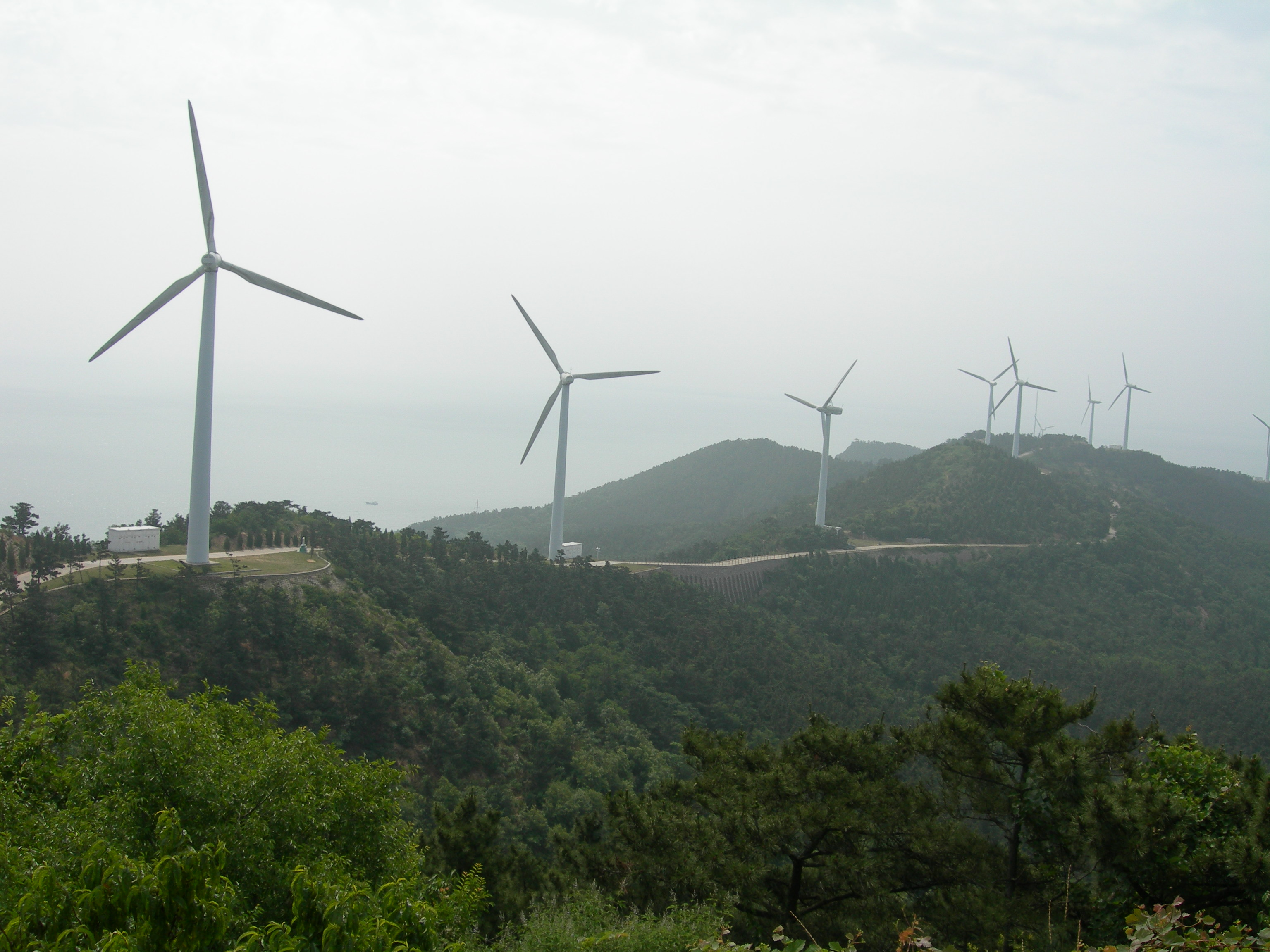
渤海海峡长山列岛风景

位于辽东半岛和山东半岛之间，其准确位置北起辽东半岛南端的老铁山角，南至山东半岛北端的蓬莱角，跨海距离90公里，跨海长度實質上居中國第一。渤海海峡在地质史上曾为陆地，与辽东半岛和山东半岛为一个整体，后因地壳运动被海水淹没形成现今的海峡，中间的庙岛群岛为地质时期的山脉。老铁山水道是渤海海峡的最深区域，南侧水深在60至80米之间，海底尽是沙烁海床，无威胁船舶航行的障碍物，适于大型船舶通行。

### 水道组成
- 老铁山水道：北起老铁山的西角，南到到北隍城岛，宽22海里，水深一般为50～60米。
- 小钦水道：从北隍城岛到小钦岛，宽3.2海里，水深约45米。
- 大钦水道：从小钦岛到大钦岛，水道宽1.5海里，水深30米。
- 北砣矶水道：从大钦岛到砣矶岛，水道宽5.6海里。
- 南砣矶水道：从砣矶岛至北长山岛，水道宽10海里
- 长山水道：由长山岛到登州岬，水道宽4海里。

### 地震带与海峡地震
渤海海峡正好处在中国“郯庐—营口地震带”上，是地震极为活跃的地区。清朝康熙年间的1668年，在这个地震带上的山东郯城发生了8.5级特大地震，5万余人在地震中丧生；1975年2月4日，同样处于这个地震带上的辽宁海城县爆发了7.4级的海城大地震，虽然这次地震有有效预报，人员伤亡不大，但财产损失极为严重，经济损失高达50亿元人民币。1969年7月18日，海峡西面海域曾发生7.4级大地震，地震中心虽然在海上，但仍造成部分陆地地区大量房屋倒塌，桥梁、路面开裂等灾害，尤以黄河入海口处最为严重；2010年5月17日，海峡区域再次爆发里氏4.1级地震，大连旅顺口有强烈震感；同年6月14日又发生3.9级地震，烟台蓬莱市和长岛县均有强烈震感。

### 岛屿
整个海峡区域分布着大小岛屿32个，大致呈东北-西南走向，较大的有高山岛、大黑山岛、北隍城岛、大钦岛、砣矶岛、北长山岛和南长山岛等，其中北隍城岛处于海峡的中心位置，距山东半岛和辽东半岛的距离各约50公里。从地形趋势看，海峡中的岛屿是辽东半岛千山山脉向渤海海峡的延伸，所有岛屿海拔多在200米以下。南长山岛是渤海海峡中最大的岛屿，是烟台市长岛县县城所在地；大钦岛、砣矶岛亦是海峡中较大的岛屿。

### 气候
海峡海域为温带季风气候，夏季多大雾天气，盛行南风和东南风，冬季北风和西北风强盛，平均每年有70天以上是大风天气；海峡海域的雨季集中在6-7月，年均降水量大致为471-553毫米；海域1月为低温天气，平均温度为摄氏-2.2度，8月为高温，月均气温摄氏23.9度；海峡潮汐呈正半日潮状，高度一般在2米以下，活动时间无规律。

## 交通地位

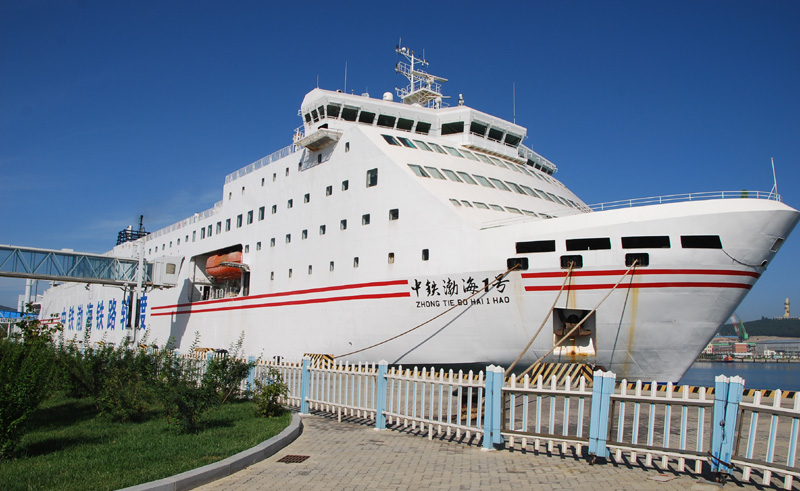
海峡火车渡轮（2009年8月）

渤海海峡是中国北方大港天津港、秦皇岛港对外航运的必经之地，航海意义十分重要。海峡通航水道被数个小岛分割，以老铁山水道最为宽阔，宽度超过40公里，占整个海峡通航宽度的40%，最大水深达80米，是渤海海峡最深的水道，航标设在老铁山角和北隍城岛之间，是远洋海轮的进出渤海的主要航行通道；其次为长山水道，宽约7公里，水深介乎17-30米，只准中国境内小吨位船舶航行；另有小钦水道、大钦水道、北砣矶水道、南砣矶水道、登州水道等小跨度通航水域。
渤海海峡是山东半岛的烟台至辽东半岛的大连之交通捷径，亦是山东半岛至中国东北地区的交通捷径，目前烟台和大连都有对开汽车轮渡，两地汽车横渡渤海海峡比沿公路绕道渤海湾要节省里程1600余公里。2007年2月，连接东北铁路网和山东铁路网的“中铁渤海1号”和“中铁渤海2号”火车渡轮正式运营。据中国媒体报道，火车渡轮的总吨位为22700吨，单线航行6小时，一次可运载50节的货运列车、50辆20吨载重汽车、25辆小汽车以及480名旅客。

### 渤海海峡跨海通道
1992年，中华人民共和国的相关部门就着手开展渤海海峡跨海通道研究，目前已处规划论证阶段。通道大致呈东北、西南走向，北起大连旅顺口，南至烟台蓬莱。据中国官方媒体报道，渤海海峡跨海通道兼顾铁路与公路，整个工程预计将耗资3000亿元人民币，投资总额堪比中国大型水利工程——三峡大坝。如果跨海通道一旦建成，从烟台到大连，无论是公路还是铁路，均比绕道渤海湾西岸的山海关要缩短1600公里以上的路程，旅途耗时将由10几小时缩短为2小时。亦有不少人反对新建耗资巨大的跨海通道，他们认为烟台与大连之间刚刚建成了耗费33亿元巨资的烟大铁路轮渡，再建投资近10倍于铁路轮渡的跨海通道没这个必要，并质疑它是一个重复建设工程；反对者进一步指出，庞大的建设工程和通车后的车辆排气及噪音会对海峡的生态环境构成威胁并可能影响将来的特大型船舶通行；而且海峡区域地震活跃，是中国著名的郯庐-营口地震带，虽然大桥有抗震设计，但100多公里的超长距离跨海通道，如遭遇特大地震其抗震能力将受到挑战，无论是水面的桥梁还是水下的隧道，均会遭到严重破坏，甚至是毁灭性灾难，后果不堪设想。

## 海峡环境与海产品

### 环境与治理
2011年康菲公司于渤海湾渤海海峡附近造成的石油泄漏事件对其水质造成严重影响。中国环渤海区域经济的快速发展，大量工业及船舶污染物充充斥到海水中，使渤海的海洋环保问题异常严峻。渤海海峡与渤海是一个海洋整体，渤海海水的污染直接影响渤海海峡的水质，对海峡中的海洋生物和海岛上的动植物产生不利影响，对区域性的生态平衡构成威胁。渤海海峡是国际船舶进出中国华北地区港口的航行要到，海上交通非常繁忙，船舶亦会产生大量污染物，特别是油污。中国的海监部门对油污有一套行之有效的处理手段，如使用原油指纹库锁定溢油源头，实施污染监控与处罚。

### 海产品
渤海海峡南端的长岛县海域盛产海参、鲍鱼、海胆、扇贝、海带、栉孔扇贝、对虾等海产品。 其中长岛鲍鱼最为有名，是中国鲍鱼的上等货，产量也很大，东汉时期曾被作为皇室贡品。

#### 海产养殖与问题
渤海海峡海域的养殖业非常发达，养殖区主要集中在烟台市长岛县所在的长山列岛周边海域，这里拥有众多公司化的养殖企业，个人网箱养殖也很普遍，几乎所有经济价值较高的海产品在这里均有养殖，特别是海参、鲍鱼、扇贝等。由于养殖区域众多，有些还占用海峡航道，引发轮船停航事件，为此长岛县的海监部门规定主航道150米内不得设有养殖设施。

## 政治军事
鸦片战争时期，英、法海军舰船多次经由渤海海峡开赴天津，再转陆路进北京与清廷谈判；中日甲午战争期间，清朝北洋舰队曾数次往返渤海海峡搜寻日本联合舰队舰船，1894年9月，清舰在海峡东北面的西朝鲜湾与日舰展开海战，之后又于黄海海面展开大决战，结果清军战败，同日本签订《马关条约》；1900年，英、法、德、美、日、俄、奧组成的八国联军战船亦由东海、黄海穿越渤海海峡进攻天津，并由天津登陆直捣清朝皇都北京；1905年2月，日本军队偷袭渤海海峡北部由俄国控制的辽东半岛南端的旅顺港，引发日俄战争，结果旅顺港转为日本控制，1945年又复为苏联控制，1955年中国将港口主权收回。

1949年7月，中华民国长山守军与中国共产党的解放军在渤海海峡南端的长山列岛展开岛屿争夺战，解放军指挥官为许世友，国军总指挥为王正经和何相臣。同年至8月11日，国军被共军击败，解放军占领长山列岛。事后中华人民共和国官方公布的数据称，在整个长山岛的海、陆战役中，国军阵亡200多人，另有1305名国军被解放军俘虏，并缴获大量国军军需物资；共军阵亡59人，伤者及被俘情况未见公布。

## 重大事件
- 1999年11月24日，烟台“大舜号”滚装船横渡海峡时沉没，造成重大海难，共有200余人死亡，中国共产党和中华人民共和国政府高层高度关注，时任中共中央政治局委员、中共山东省委书记吴官正到现场善后[23]。
- 2000年8月，中国北京体育学院教师张健成功横渡海峡，耗时50小时22分，涉水里程123.58公里，刷新了渡海距离的世界记录。此次渡海，中国中央电视台作了全程跟踪报道，解放军的北海舰队还派出一艘军舰为张健横渡导航，中国的电视观众和广播听众对渡海的关注度非常高，报纸媒体亦以英雄人物的形象报道张健这次横渡。[24]

- 2003年2月22日，大连旅顺至烟台龙口的“辽旅渡7”滚装渡轮在海峡砣矶岛附近海域沉没，中共中央政治局常委、国务院总理朱镕基发指示敦促救援，事后大多乘客被救援船只救起，有数人因落水丧生[26]；同年4月16日，中国人民解放军北海舰队361号潜艇在海峡的内长山岛附近海域失事，艇上70余名官兵死亡，酿成361潜艇海难，当时的中共中央总书记、中央军委主席江泽民发唁电悼念[25]。
- 2009年10月10日，中国航空运动协会会员韩冬冰实施动力伞飞跃渤海海峡计划，他从海峡北端的大连旅顺口新港附近起飞，空中飞行距离69海里，150分钟后飞抵山东省蓬莱。韩冬冰是中国体育运动项目之海上长距离飞行及世界上驾驶单人动力滑翔伞飞越渤海海峡的的第一人。[27]

## 自然保护区与旅游

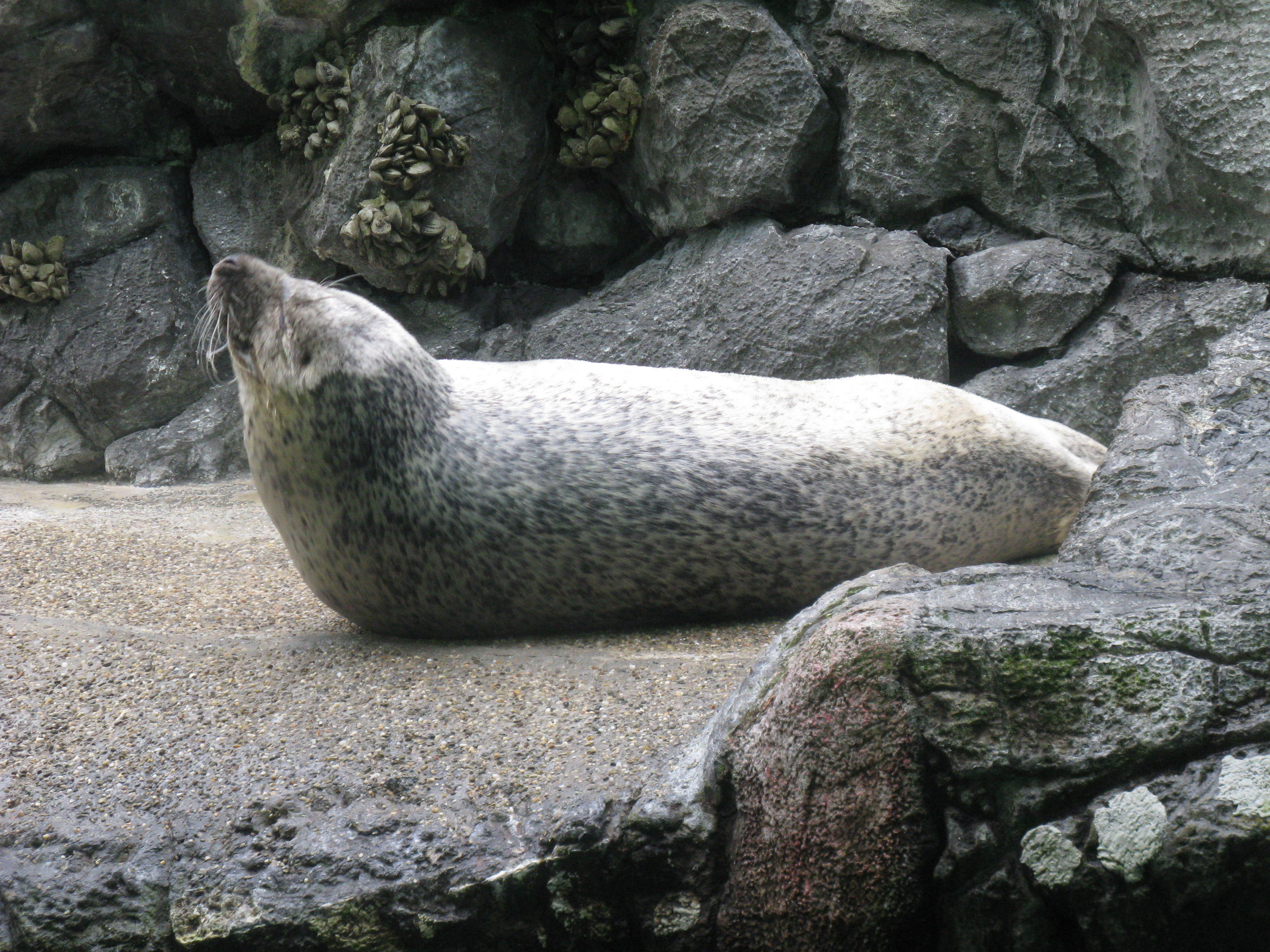
斑海豹是长山列岛的重点保护动物

### 自然保护区
海峡南端的长山列岛（庙岛列岛）辟有数个自然保护区：国家级的“长岛自然保护区”和山东省级的“庙岛群岛斑海豹自然保护区”及“长岛海洋自然保护区”。
- 长岛自然保护区：类型为野生动物自然保护，总面积5000平方公里，其中陆地面积近4000平方公里，湿地海域1100平方公里，主要保护驻留长岛的迁徙猛禽及多种陆地、海洋植物。1988年5月，中华人民共和国国务院将保护区升格为国家级的野生动物自然保护区。[28]
- 庙岛群岛斑海豹自然保护区：长岛县海域是中国斑海豹的集中分布区，生态结构具有较强的独立性，2001年中国山东省政府发布建立《庙岛群岛海豹省级自然保护区》的官方文件，正式将该海域列为斑海豹自然保护区，将斑海豹列为省级海洋保护动物。[29]
- 长岛海洋自然保护区：长岛海洋自然保护区于1991年经山东省人民政府批准建立，保护目标为暖温带海岛生态系，保护区海域面积52520公顷。[30]

### 旅游

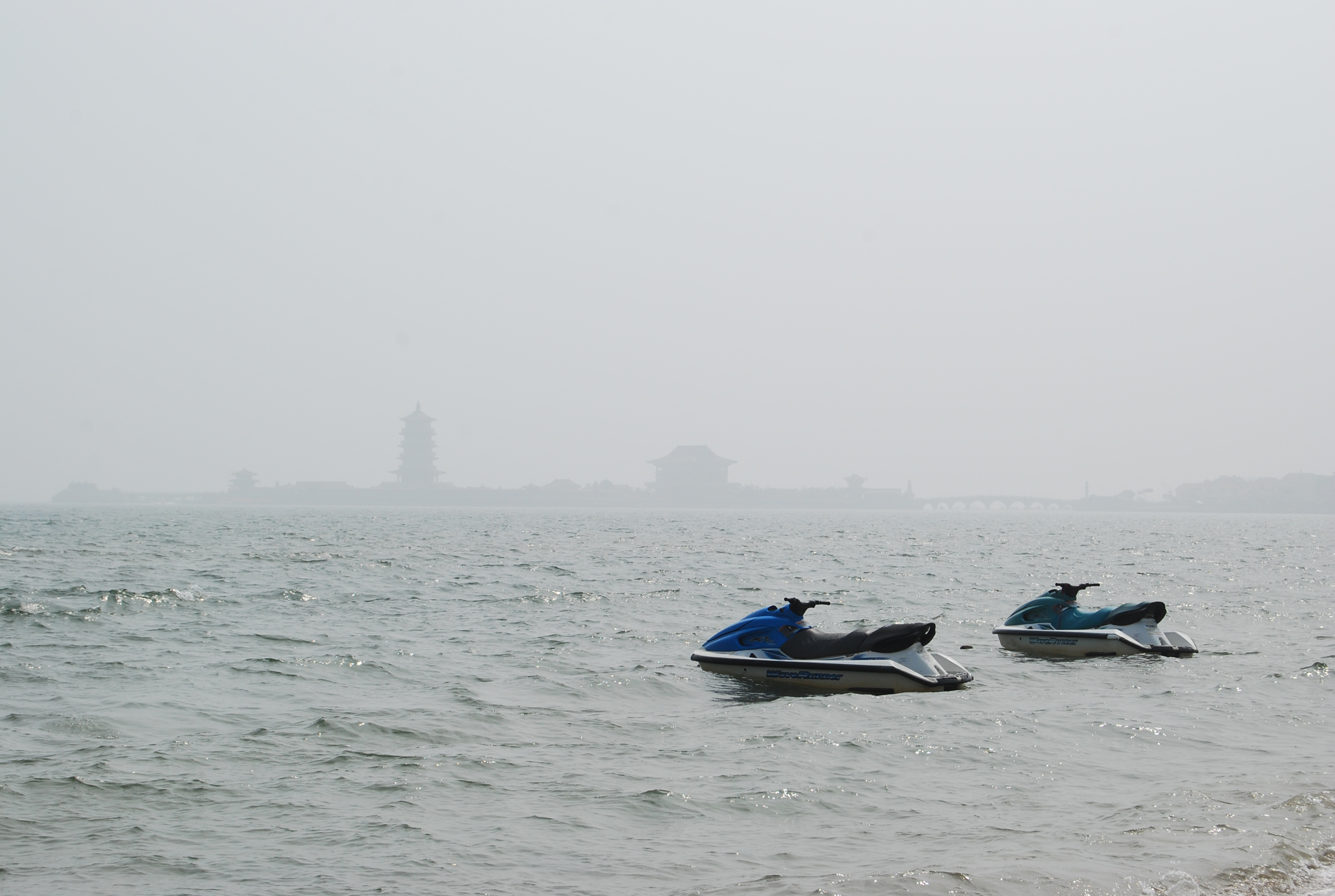
海峡上出现的海市蜃楼

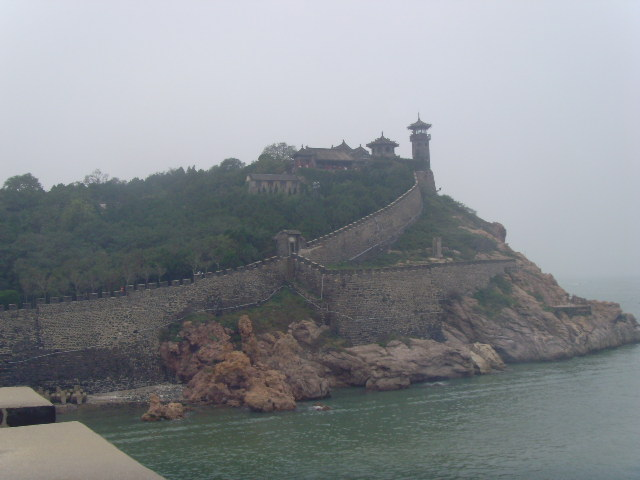
眺望蓬莱阁

渤海海峡本身就是一道海上风景线，乘坐烟大轮渡可观赏优美的山海风景，观光客非常多。海峡南端的长山列岛湖光山色，集天、海、山为一体，风光秀美，被誉为“海上仙山”，中国唐朝诗人白居易有诗句描述这一景致为“忽闻海上有仙山，山在虚无缥渺间”。长岛县在南长岛建有山前别墅度假区，吸引观光客。海峡南部的蓬莱市是中国知名的旅游城市，以蓬莱阁和海市蜃楼景观著称，其中蓬莱阁与湖南的岳阳楼、湖北的黄鹤楼及江西的滕王阁并称中国四大名楼。

#### 长山列岛旅游景点
- 仙境源
- 妈祖庙
- 高山岛
- 月牙湾
- 九丈崖月牙湾地质公园
- 林海烽山国家森林公园
- 庙岛妈祖文化公园
- 万鸟岛

## 沿岸行政区

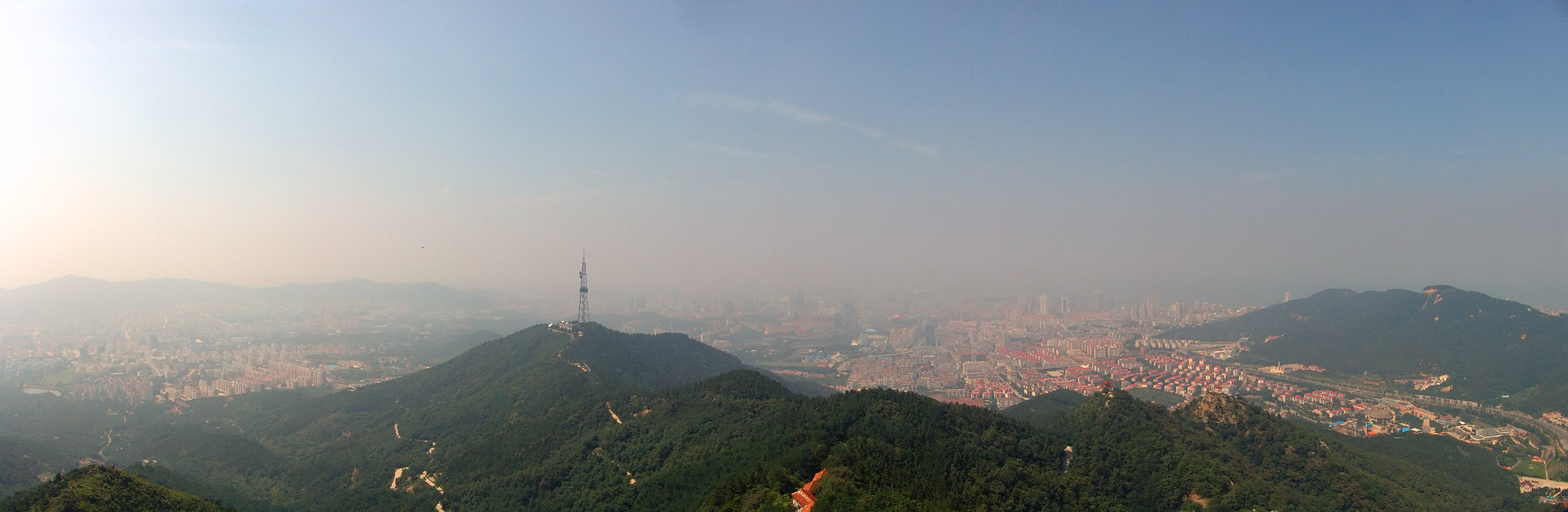
烟台市
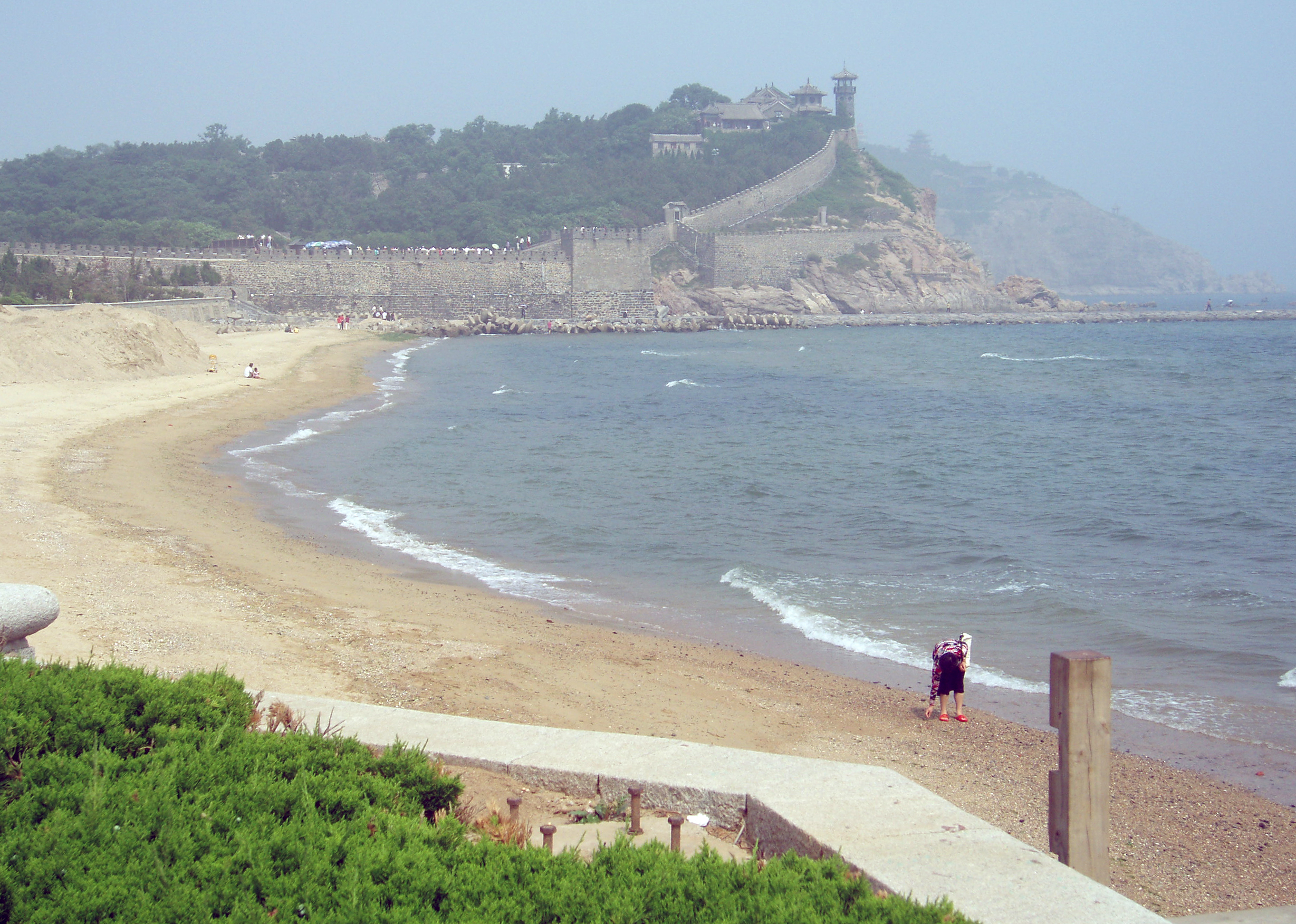
蓬莱区
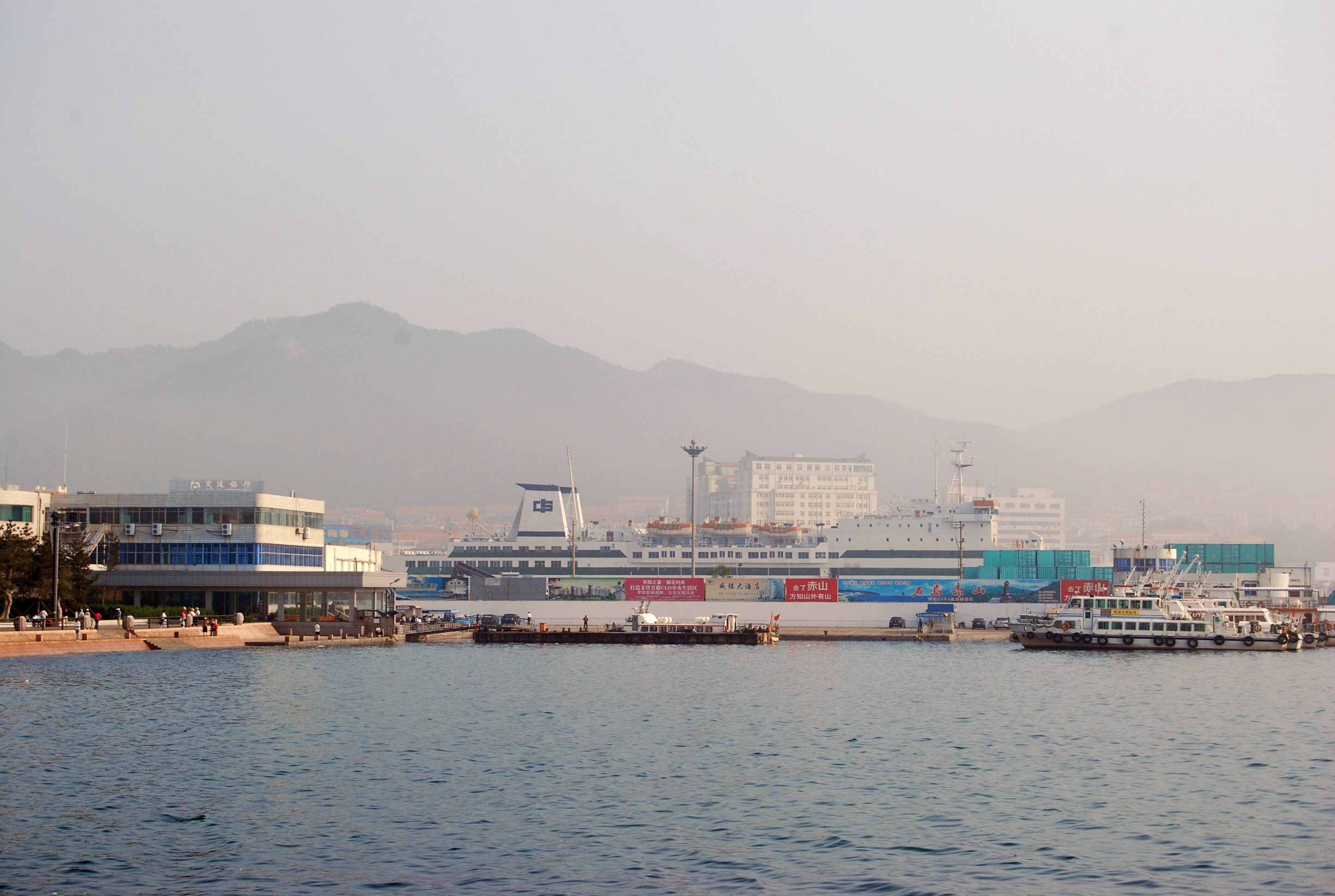
威海市
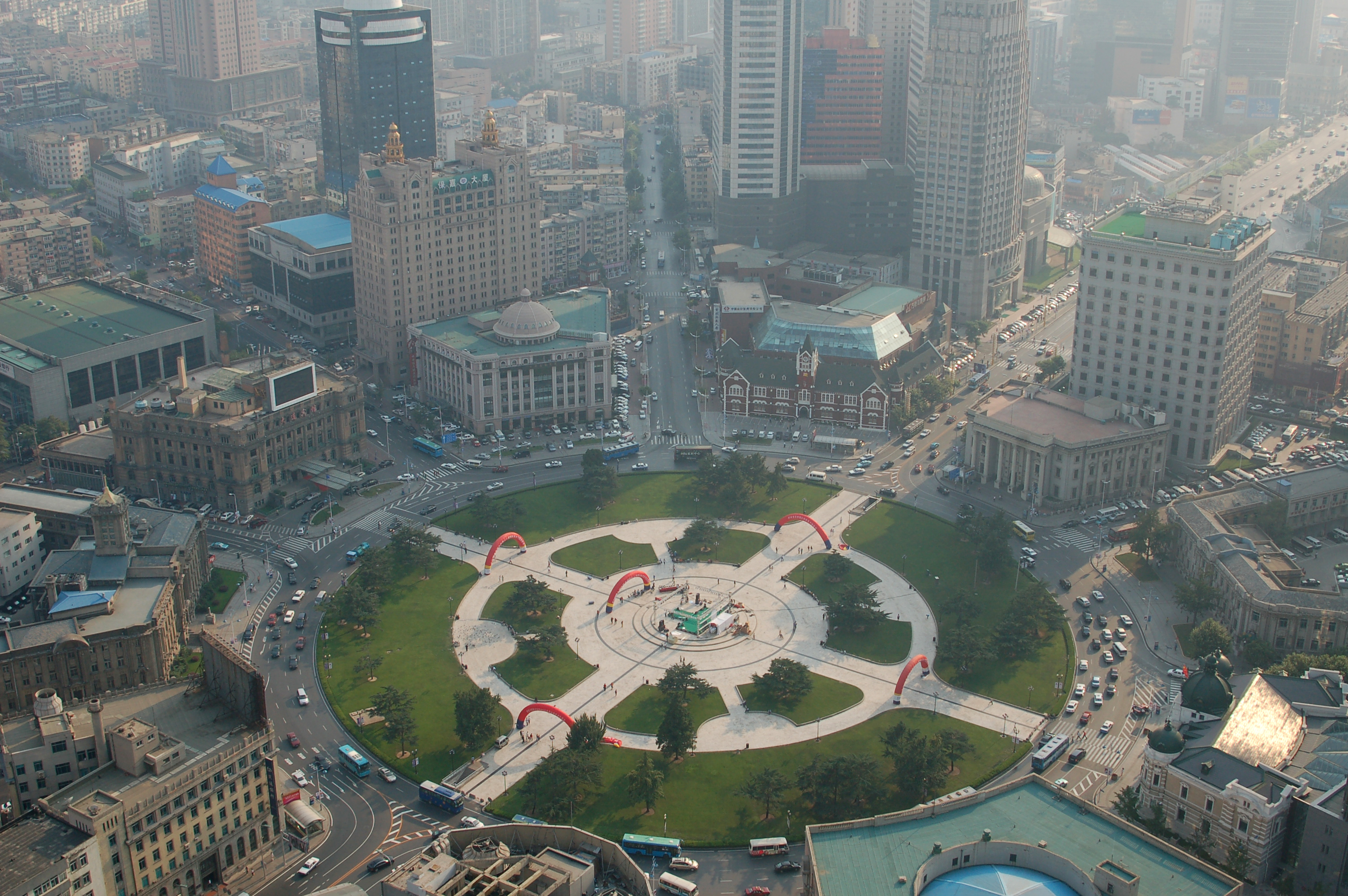
大連市

- 中华人民共和国
  - 辽宁省
    - 大連市
    - 丹東市
    - 營口市

  - 山东省
    - 威海市
    - 煙台市
    - 蓬莱区

- 烟台市
- 蓬莱区
- 威海市
- 大連市